# 友理潤
友理 潤（ゆり じゅん）は、日本の小説家、ライトノベル作家。商業デビュー作は『太閤を継ぐ者 逆境からはじまる豊臣秀頼への転生ライフ』（宝島社）。

## 略歴
2016年4月よりWeb小説投稿サイト「小説家になろう」で執筆を開始した。2017年に歴史ファンタジーのライトノベル『太閤を継ぐ者 逆境からはじまる豊臣秀頼への転生ライフ』が第5回ネット小説大賞で拾い上げを受賞。翌年2018年1月に同作で宝島社より商業デビュー。
2019年3月には児童向けの青春ミステリー短編小説『少年少女に告ぐ！ 黒板に落書きをすることなかれ！』が『ボクは絶対ひっかからない! (たちまちクライマックス!) 』（ポプラ社）に収録される。さらに同年5月に近未来を舞台にした青春恋愛小説『余命5分の恋人 〜死神にあらがうために、僕と君は恋をする〜』が第2回ライト文芸大賞で切ない別れ賞を受賞した。
2020年3月に異世界ファンタジー小説『絶対回避のフラグブレイカー 1 美少女吸血鬼に殺されないための27の法則』が講談社のレジェンドノベルスから刊行された。

## 作品

### 長編
- 太閤を継ぐ者 逆境からはじまる豊臣秀頼への転生ライフ（2018年、宝島社）ISBN 978-4-800-28010-7
- 絶対回避のフラグブレイカー 1 美少女吸血鬼に殺されないための27の法則（2020年、講談社）ISBN 978-4-065-18019-8
- 絶対回避のフラグブレイカー 2 ハッピーエンドをつかむための25の法則（2020年、講談社）ISBN 978-4-065-21465-7
- 小江戸・川越　神様のペットカフェ（2024年、マイクロマガジン社） ISBN 978-4-86716-586-7

### 短編
- ボクは絶対ひっかからない！（たちまちクライマックス!）（2019年、ポプラ社）ISBN 978-4-591-16227-9

## 受賞歴
- 2017年 第5回ネット小説大賞 拾い上げ（太閤を継ぐ者 逆境からはじまる豊臣秀頼への転生ライフ ）[3]
- 2019年 第2回ライト文芸大賞 切ない別れ賞（余命5分の恋人 〜死神にあらがうために、僕と君は恋をする〜）[5]